# Lenguas May-kwomtari
Las lenguas May-Kwomtari, Arai-Kwomtari o Kwomtari-Fas-May son una familia lingüística hipotética tentativamente propuesta por Malcolm Ross, que conjetura la existencia de un posible parentesco entre las Lenguas del margen izquierdo del May y las lenguas kwomtari-fas. Sin embargo, el parentesco propuesto es problemático y no está claro si las correspondencias con el arai del río May) parece relacionado con sólo las lenguas kwomtari o también las lenguas fas (el grupo kwomtari-fas, es igualmente problemático).

## Clasificación
- familia May o familia arai
- Familia fas-baibai: Baibai, Fas
- Familia kwomtari-nai: Kwomtari, Nai.
  - Guriaso
  - Kwomtari–Nai: Kwomtari, Nai (Biaka)
- Pyu

Baron (1983) hace notar que la mayor parte de las clasificaciones, incluyendo la de M. Ross, perpetúan un error de copia, por el cual el idioma fas fue colocado dentro de la familia kwomtari (kwomtari-nai) y el idioma nas fue colocado dentro de la familia baibai (fas-baibai). Esto contrdice la clasificación original de Loving y Bass (1964), que se apoya directametne en sus notas de campo. Estos hechos debilitan la hipótesis de un parentesco May-Kwomtari. Algunos pronombres relevantes para juzgar el parentesco se muestran a continuación (Baron, 1983):
| Familia  | lengua   | 'yo'     | 'tú'           | 'él'     | 'ella'   | 'ellos' |
| -------- | -------- | -------- | -------------- | -------- | -------- | ------- |
| Kwomtari | Kwomtari | mɔro     | ɔno            | ɛto      | ɛto      | topai   |
| Kwomtari | Nai      | nɔmbwirɛ | wonɔ           | ɛni      | ɛni      | tɔmwɔ   |
| Kwomtari | Guriaso  | nan      | waw            | amo      | amo      | amo     |
| Fas      | Baibai   | ɛtjɛ     | aŋɡi           | nɛfɛ, wɔ | nɛfɛ, wɔ | anjɛ    |
| Fas      | Fas      | tɛ       | haj            | wɔ(β)    | wɔ(β)    | nəb     |
| Arai     | Yinibu   | asi, na- | na, nɛni, nan- | ani, w-  | wa, tat- | mwa     |
| Pyu      | Pyu      | kwa      | no             | na       | na       | na      |

A la luz de esta tabla parece que a partir del proto-arai y el proto-fas podría reconstruirse un pronombre *atie para 'yo' y un *wa para 'él/ella', mientras que para el arai y el kwomtari tal vez pudieran reconstruirse formas como *na y *amwa para 'tú' y 'ellos'. En el primer caso podría incluirse también con la forma del pyu. No existen formas pronominales claras que conecten el kwomtari y el fas.

## Comparación léxica
Los numerales reconstruidos para varias ramas putativas de las lenguas May-kwomtari:
| GLOSA | PROTO- MAY   | PROTO- KWOMTARI | Fas        |
| ----- | ------------ | --------------- | ---------- |
| '1'   | *siu-so      | *ma-            | fasni      |
| '2'   | *ti-soʔ      | *are-           | nəʙəm      |
| '3'   | *tou-so      | *maguβe         | nəʙə(m) əf |
| '4'   | *(nim-)ai-so |                 | 2+2        |
| '5'   |              | *yaritu         | 2+3        |
| '6'   |              |                 | 2+2+2      |
| '7'   |              |                 | 2+2+3      |
| '8'   |              |                 | 2+2+2+2    |
| '9'   |              |                 |            |
| '10'  |              |                 |            |